# 泸州大曲老窖池

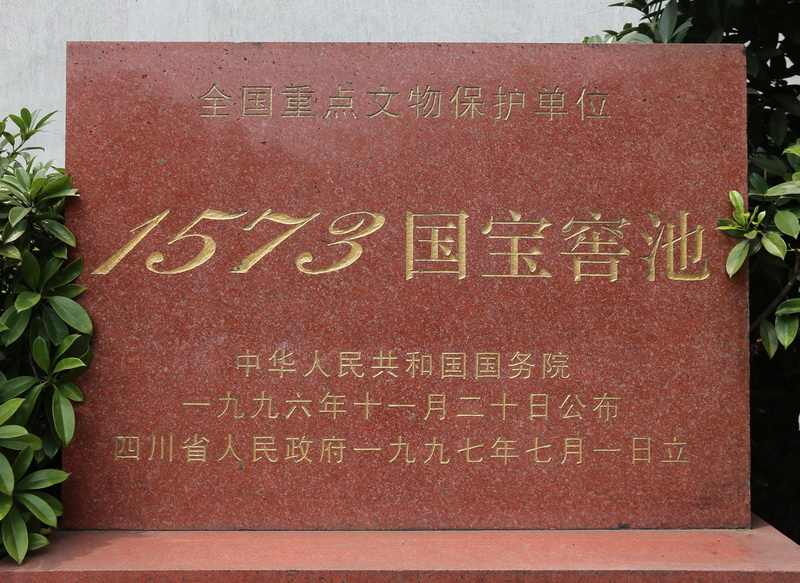
全国重点文物保护单位标示

瀘州大麯老窖池位於四川省瀘州市江阳区、龙马潭区，文物遺址年代判定為明。1991年4月16日公佈為四川省第三批文物保護單位。1996年11月20日列為第四批全國重點文物保護單位。